# Comandante Ferraz (forskningsstation)

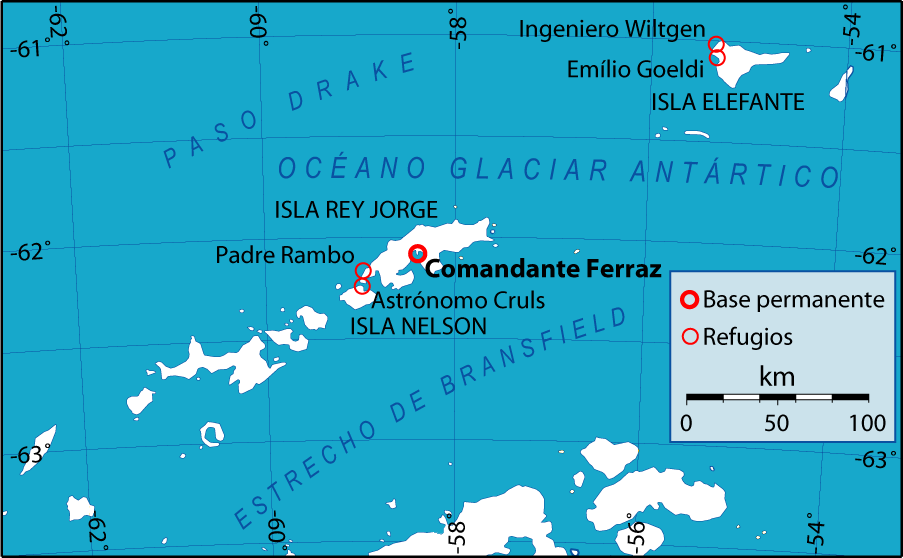
Comandante Ferraz läge.

Comandante Ferraz (Portugisiska: Estação Antártica Comandante Ferraz) är en brasiliansk forskningsstation vid Admiralty Bay på King George Island (Sydshetlandsöarna) i Antarktis. Stationen öppnades 1984 nära den plats där den brittiska Base G tidigare hade legat.
25 februari 2012 utbröt en brand i ett maskinrum, och den ödelade cirka 70 % av forskningsstationen. Av de militärer som försökte bekämpa branden omkom två, och en skadades. Sextio personer befann sig på stationen när branden inträffade. Brasilien har fraktat de nedbrunna resterna till Brasilien, upprättat en tillfällig bas, och avser att bygga en ny station.

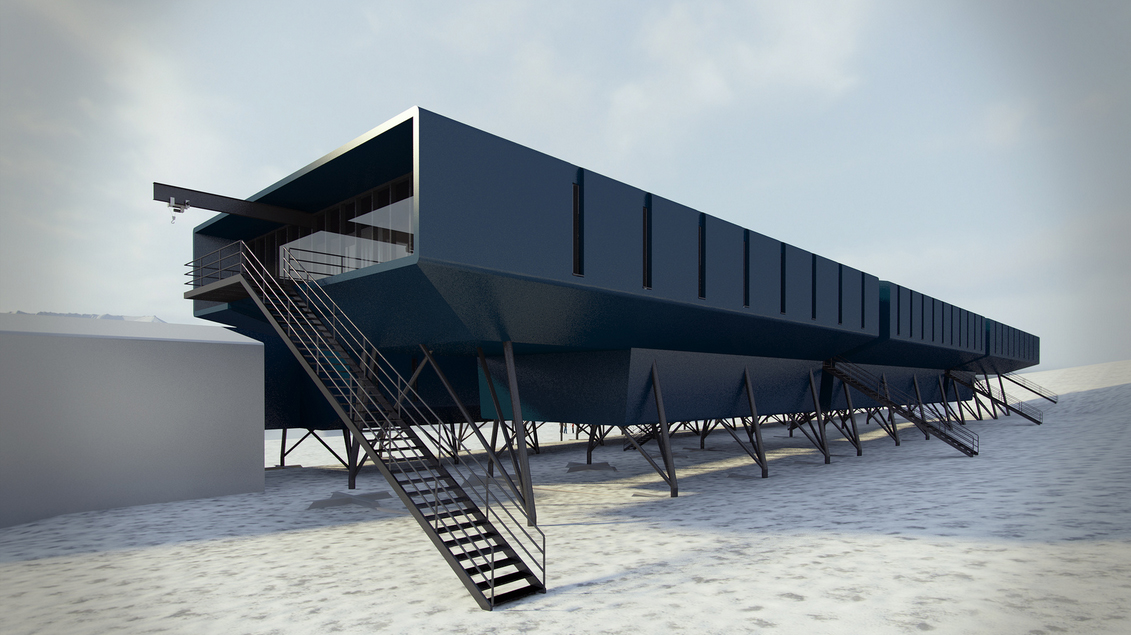
Den tillfälliga forskningsstationen.

En ny forskningsstation invigdes i januari 2020. Anläggningen, som har byggts av kinesiska CEIEC, har en yta på 4 500 m² och plats för 65 personer. Den är försedd med 17 laboratorier och en 
helikopterflygplats och är avsedd för bland annat klimatforskning.